# Ковачевци (община)
Ковачевци (болг. Община Ковачевци) — община в Болгарии. Входит в состав Перникской области. Население составляет 1662 человека (на 21.07.05 г.).
Административный центр общины в селе Ковачевци. С 2006 года в общину вошло село Чепино.
Кмет (мэр) общины Ковачевци — Йордан Стефанов Миланов (Политическое движение социал-демократов (ПДСД)) по результатам выборов в правление общины.

## Состав общины
В состав общины входят следующие населённые пункты:
1. Егылница
2. Калиште
3. Ковачевци
4. Косача
5. Лобош
6. Ракиловци
7. Светля
8. Сириштник
9. Слатино
10. Чепино